# Francesco Maria Mancini
Francesco Maria Mancini (né le 20 octobre 1606 à Rome, alors capitale des États pontificaux et mort le 29 juin 1672 à Marino) est un cardinal italien du XVIIe siècle.
Son frère Michele est marié avec la sœur du cardinal Jules Mazarin (1641).

## Biographie
Francesco Maria Mancini est notamment gouverneur des villes de Terni, Sabina, Norcia et Todi, référendaire du tribunal suprême de la Signature apostolique et devient abbé commendataire des abbayes de Saint-Martin dans le diocèse de Laon, de La Chaise-Dieu dans le diocèse de Clermont, Saint-Lucien dans le diocèse de Beauvais et de Saint-Pierre-du-Mont dans le diocèse de Châlons, où le cardinal Mazarin est abbé. 
En 1657 il est nommé secrétaire de la Congrégation de la bonne gouvernance.
Le pape Alexandre VII le crée cardinal lors du consistoire du 5 avril 1660. 
Le cardinal Mancini participe au conclave de 1667 lors duquel Clément IX est élu pape, et à celui de 1669-1670 (élection de Clément IX).
Francesco Maria Mancini meurt le 29 juin 1672 à Marino à l'âge de 66 ans.

### Sources
- Fiche du cardinal sur le site fiu.edu